# Grupa „Płomienie”
Grupa „Płomienie” – grupa polskiej młodzieży socjalistycznej związanej z PPS działająca w latach 1940–1945 podczas okupacji niemieckiej,  na terenie Warszawy.
Grupa ideologicznie i personalnie wywodziła się z międzywojennego Związku Niezależnej Młodzieży Socjalistycznej oraz Organizacji Młodzieży Socjalistycznej „Spartakus”, półlegalnej organizacji uczniów szkół średnich pod patronatem PPS. Nazwa pisma i grupy nawiązywała do pisma wydawanego w latach trzydziestych przez ZNMS oraz do tytułu powieści Stanisława Brzozowskiego.
Uczestnikami grupy byli m.in. Jan Strzelecki, Karol Lipiński, Tadeusz Sołtan, Maciej Weber, Tadeusz Wuttke, Jan Wuttke, Marcin Czerwiński, Andrzej Wojnar, Ewa Pohoska, Jan Pohoski, Mieczysław Joffe, Andrzej Nowicki, Jacek Nowicki, Krzysztof Dunin-Wąsowicz, Tadeusz Joczys, Ewa Grochowska, Krystyna Cała. Grupą kierowała nieformalna trójka: Karol Lipiński, Jan Strzelecki, Maciej Weber.
Z grupą współpracowało kilkanaście innych osób m.in.: Krzysztof Kamil Baczyński.
Grupa „Płomieni” ściśle współpracowała z grupą „Gwardia”. Deklarowała się jako organizacja opowiadająca się za jednością ruchu  Polskiej Partii Socjalistycznej, choć niektórzy uczestnicy grupy (Jan Strzelecki i Karol Lipiński) brali udział w zjeździe założycielskim organizacji Polscy Socjaliści.
W lipcu 1943 r. wraz z częścią organizacji Polscy Socjaliści połączyła się z PPS-WRN w ramach akcji jedności, której patronował Zygmunt Żuławski.
W 1943 roku grupa, razem z Terenem Młodzieży Konfederacji Narodu oraz Szarymi Szeregami organizowała konspiracyjne Porozumienie Polskich Organizacji Młodzieżowych.
Grupa ta wydawała od stycznia 1942 – do czerwca 1944 pismo konspiracyjne pod nazwą „Płomienie”.
Od marca 1942 r. pismo nosiło podtytuł: „Pismo Młodzieży Socjalistycznej”, nr 6–7: „Zeszyty socjalistyczne”. Nr 1–4 powielane, nr 5–7 drukowane. Z inicjatywy członków grupy wydawano również literacie pismo „Droga” ukazujące się w okresie 1943–1944.
W styczniu 1944 zaprzestano wydawania pisma i razem z dotychczasową redakcją miesięcznika Kół Samokształceniowych Młodzieży Socjalistycznej „Światło” rozpoczęto wydawanie miesięcznika „Młodzież Socjalistyczna”. W skład redakcji weszli: Robert Froelich, Karol Lipiński, Jan Strzelecki, Mieczysław Joffe, Andrzej Nowicki, Andrzej Czystowski. Pismo wychodziło do maja 1944 r.
Oprócz akcji prasowej „Płomienie” prowadziły działalność ideologiczno-samokształceniową i wojskową przede wszystkim w ramach Socjalistycznej Organizacji Bojowej i w poszczególnych jednostkach Armii Krajowej.